# Yūsuke Kobayashi (actor de voz)
Yūsuke Kobayashi (小林 裕介 Kobayashi Yūsuke?,  Tokio, Japón, 25 de marzo de 1985) es un actor de voz japonés, afiliado a Yu-rin Pro. En 2017, junto con sus colegas Yūma Uchida y Setsuo Itō, Kobayashi ganó en la categoría de "Mejor actor nuevo" en la undécima ceremonia de los Seiyū Awards.

## Biografía
Kobayashi nació el 25 de marzo de 1985 en la ciudad de Tokio, Japón. Desde la edad de cinco años hasta los diez vivió en Newbury, Reino Unido, pero a pesar de ello no puede hablar inglés con fluidez. 
El 31 de diciembre de 2024 anuncia su matrimonio con la también seiyū Yumi Uchiyama.

## Filmografía

### Anime
Los papeles principales están en negrita.
2013
- Golden Time como Estudiante de secundaria (Ep. 7); Estudiante varón A (Ep. 2); Estudiante (Ep. 6)
- Strike the Blood como Takashimizu
- To Aru Kagaku no Railgun S como Shun'ichi Kosako
- White Album 2 como Miembro del comité de acción (Ep. 1, 7); Estudiante Masculino A (Ep. 6)
- Little Busters! Refrain como Estudiante C (Ep. 8)

2014
- Akatsuki no Yona como Soo-Won[6]
- Witch Craft Works como Honoka Takamiya[7]
- M3 Sono Kuroki Hagane como Estudiante B
- Golden Time como Beautician
- Shigatsu wa Kimi no Uso como Oponente
- Shirogane no Ishi: Argevollen como Tsubasa Yamanami
- Selector Infected WIXOSS como Kazuki Kurebayashi[8]
- Selector Spread WIXOSS como  Kazuki Kurebayashi
- Majimoji Rurumo como Tomoha Sakurai
- Ryūgajō Nanana no Maizōkin como Haijiki Sanada
- Shirobako como Daisuke Hiraoka, Masato Marukawa (Joven)

2015
- Arslan Senki como Arslan[6]
- Shokugeki no Sōma como Zenji Marui
- Shimoneta to Iu Gainen ga Sonzai Shinai Taikutsu na Sekai como Tanukichi Okuma
- Gate: Jieitai Kanochi nite, Kaku Tatakaeri como Norma Co Igloo
- Charlotte como Taki
- Comet Lucifer como Sogo Amagi

2016
- Bubuki Buranki como Azuma Kazuki
- Prince of Stride: Alternative como Kaoru Shishibara
- Oshiete! Galko-chan como Futsuo
- Re:Zero kara Hajimeru Isekai Seikatsu como Subaru Natsuki
- Kuromukuro como Jundai Kayahara
- Arslan Senki: Fuujin Ranbu como Arslan
- Shokugeki no Sōma; Ni no Sora como Zenji Marui
- Kono Bijutsubu ni wa Mondai ga Aru! como Subaru Uchimaki
- Show By Rock!! # como Chitan
- Bubuki Buranki: Hoshi no Kyojin como Azuma Kazuki

2017
- Demi-chan wa Kataritai como Yusuke Satake (eps 1, 3, 5)
- Hand Shakers como Tomoki Tachibana
- Fūka como Yuu Haruna
- Kuzu no Honkai como Takuya Terauchi (eps 3-4, 6)
- Yōjo Senki como Warren Grantz
- Gamers! como Shinohara (ep 10)
- Imōto Sae Ireba Ii. como Itsuki Hashima

2018
- Hakata Tonkotsu Ramens como Kazuki Saitō
- Nanatsu no Taizai como Gloxinia
- Yuragi-sō no Yūna-san como Novio fantasma ( ep 12)

2019
- Dr. Stone como Senkū Ishigami
- Fire Force como Arthur Boyle
- Hoshiai no Sora como Nao Tsukinose
- Isekai Quartet, Subaru Natsuki, Warren Grantz
- Kenja no Mago, Shin Wolford[9]
- Lord El-Melloi II-sei no Jikenbo: Rail Zeppelin Grace Note, Caules Forvedge[10]
- Nanatsu no Taizai como Gloxinia

2020
- Darwin's Game como Kaname Sudō
- Ishuzoku Reviewers como Zel[11]
- Kimi to Boku no Saigo no Senjō, Arui wa Sekai ga Hajimaru Seisen como Iska
- Re:Zero kara Hajimeru Isekai Seikatsu como Subaru Natsuki

2021
- Re:Zero kara Hajimeru Isekai Seikatsu como Subaru Natsuki
- Hige wo Soru. Soshite Joshi Kōsei wo Hirou. como Hashimoto
- Genjitsushugi Yūsha no Ōkoku Saikenki como Kazuya Souma
- Taishou Otome Otogibanashi como Tamahiko Shima

2022
- Koi wa Sekai Seifuku no Ato de como Fudō Aikawa

### Web Anime
2015
- Monster Strike como Ren Homura
- Kigyou Senshi Arslan como Arslan

2016
- Monster Strike: Mermaid Rhapsody como Ren Homura

### OVA
2014
- Nozo×Kimi - Kimio Suga

### Doblajes (al japonés)

#### Acción real
- The Night Shift (Devin Lawson (Jake Elliott))

#### Animación
- La abeja Maya (Flip)

### Videojuegos
2019
- Fire Emblem: Three Houses y Fire Emblem Heroes  Byleth  (Avatar Masculino)

2022
- Fire Emblem Warriors: Three Hopes Byleth (Avatar Masculino)

2023
- Fire Emblem: Engage Byleth Anillo Emblema de la Academia